# Tatlıcak, Gerze
Tatlıcak là một xã thuộc huyện Gerze, tỉnh Sinop, Thổ Nhĩ Kỳ. Dân số thời điểm năm 2011 là 107 người.